# Basilique de la Maternité-Divine d'Ulhatu
La basilique de la maternité divine (en anglais Basilica of the Divine Motherhood of our Lady) est un édifice religieux catholique sis à Raja Ulhatu près de Ranchi, au Jharkhand (Inde).  L’église qui abrite une reproduction de la statue Notre-Dame de Halle, est devenue sanctuaire marial et fut élevée au rang de basilique mineure en 2004.

## Histoire
Dans la tradition chrétienne la Vierge Marie, mère de Jésus, est également considérée comme la ‘Mère de Dieu’ (en grec : Theotokos) et Mère de l'Église. Dans sa maternité divine la Vierge Marie est vénérée par une dévotion mariale particulière, mais aussi dans l’art, l’architecture, la poésie et la musique. Une de ces églises dédiée à la maternité divine se trouve à Ulhatu, près de Ranchi, en Inde. C’est le premier sanctuaire marial du Chotanagpur, la région de l’Inde centrale évangélisée par le père Constant Lievens.
Pour les quelques convertis catholiques une très modeste chapelle fut construite à Kawali en 1907 et confiée à un catéchiste. Le lieu de culte est transféré à Bhuthataur en 1948, avec école primaire et prêtre résident. Ulhatu dépend encore de la paroisse de la cathédrale de Ranchi.
En 1952 le père Defrijn, missionnaire jésuite belge, met en chantier la construction d’une église et d’une école. Lui-même continue à vivre dans une hutte. La paroisse d’Ulhatu est érigée en 1953 et l’église est dédiée à la maternité divine de Marie. Bientôt des pèlerins arrivent en nombre pour vénérer Notre-Dame de Halle, dont la statue fut apportée de la basilique du même nom (en Belgique), visitée par le père Lievens dans sa jeunesse.
Le nombre de pèlerins augmentant rapidement, venant de l’archidiocèse de Ranchi (la ville de Ranchi est proche) et des autres diocèses du Chotanagpur, des travaux d’extension de la basilique sont entrepris en 2004. Son mobilier est mis aux normes telles qu’imposées par la Congrégation pour le culte divin et la discipline des sacrements. 
L’église est également église paroissiale et compte un bon nombre de chapelles dépendantes pour les besoins pastoraux des catholiques des villages environnants : Banpur, Barhibera, Jaratoli, Kawali, Kudagarha, Palandu, Serengtoli, and Sogod. Plusieurs couvents et institutions scolaires assurent l’éducation des jeunes. À Ulhatu un dispensaire est également au service de défavorisés ; il est dirigé par les sœurs de Sainte-Anne.

## Adresse
- Basilica of the Divine Motherhood of Our Lady, Raja Ulhatu, Jharkhand 834010, Inde